# Voetbalkampioenschap van Harz 1916/17
In 1916/17 werd het negende voetbalkampioenschap van Harz gespeeld, dat georganiseerd werd door de Midden-Duitse voetbalbond. 
Er werden twee ronds gespeeld dit jaar, de herfstronde en de voorjaarsronde. Enkel de uitslagen van de herfstronde zijn bewaard gebleven en dat FC Germania Halberstadt ook de voorjaarsronde won. De club plaatste zich zo voor de Midden-Duitse eindronde, waar ze een zware nederlaag leden tegen Hallescher FC 1896, het werd 0-12. 

## 1. Klasse
| Plaats | Club                          | Wed. | W | G | V | Saldo | Ptn.  |
| ------ | ----------------------------- | ---- | - | - | - | ----- | ----- |
| 1.     | FC Germania 1900 Halberstadt  | 10   | 8 | 1 | 1 | 18:18 | 17:03 |
| 2.     | FC Teutonia 1913 Aschersleben | 10   | 4 | 3 | 3 | 26:12 | 11:09 |
| 3.     | FC Viktoria 1911 Thale        | 10   | 4 | 3 | 3 | 06:11 | 11:09 |
| 4.     | FC Askania Aschersleben       | 10   | 3 | 4 | 3 | 13:11 | 10:10 |
| 5.     | Thaler FC 1904                | 10   | 4 | 1 | 5 | 14:09 | 09:11 |
| 6.     | FC Viktoria 1910 Wernigerode  | 10   | 1 | 0 | 9 | 03:19 | 02:18 |

|  | Kampioen, geplaatst voor Midden-Duitse eindronde |